# Skazka o poterjannom vremeni
Skazka o poterjannom vremeni (russisk: Сказка о потерянном времени) er en sovjetisk spillefilm fra 1964 af Aleksandr Ptusjko.

## Medvirkende
- Grigorij Plotkin – Petja Zubov
- Vera Volkova – Marusja Morozova
- Lidija Konstantinova – Nadja
- Mikhail Kulaev – Vasja
- Oleg Anofrijev